# Continuous (альбом)
Continuous (рус. Непрерывный) — второй и последний альбом группы Celebrate the Nun, вышедший в 1991 году.

## Список композиций
Музыка, стихи, аранжировка всех композиций — Рик Джордан, Эйч Пи Бакстер, Брит Максиме. Песни исполняют Бакстер (соло) и Максиме (бэк-вокал, соло в «Distance»).
1. Patience (3:30) (Терпение)
2. Falling Rain (3:37) (Падающий дождь)
3. A Kind of Tragedy (3:40) (Тип трагедии)
4. Love Comes as a Surprise (3:38) (Любовь приходит как сюрприз)
5. Distance (3:52) (Расстояние)
6. Change (3:26) (Изменение)
7. You Make Me Wonder (3:52) (Ты заставляешь меня удивляться)
8. One More Time (3:41) (Ещё раз)
9. Go On (4:06) (Продолжай)
10. I Believe (3:16) (Я верю)
11. Waiting (3:36) (Ожидание)

## Синглы
В качестве синглов вышли 2 композиции с альбома — «Patience» и «You Make Me Wonder»
| Обложка | Название (год)            | Трек-лист |
|         | Patience (1991)           | 1) The Original Mix (6:23) 2) The Don Brown Hyperspace Mix (6:01) 3. Radio Version (3:26) |
|         | You Make Me Wonder (1991) | 1) You Make Me Wonder — Technotrance: Dept. 47 vs Yanicke (5:46) 2) You Make Me Wonder — Beats 4 U Mix (4:40) 3) Patience — The Technotic Factory Mix (5:23) 4) You Make Me Wonder — Radio Edit (3:40) |